# Centro Arqueológico del Barbanza
El Centro Arqueológico del Barbanza es un centro de interpretación de la prehistoria de la península del Barbanza. Fue creado en 2002 y está situado en el istmo de Punta Neixón, en Nine (Cespón, Boiro, provincia de La Coruña, Galicia, España), al lado de los castros grande y pequeño de Neixón.

## Descripción
En su interior, que está estructurado en tres plantas, se muestran reproducciones de las principales evidencias de las ocupaciones prehistóricas que transformaron el paisaje desde el Neolítico hasta la Edad del Hierro: una vivienda castreña, petroglifos y copias de algunos de los restos encontrados durante las excavaciones. También organiza conferencias, proyecciones y rumbos arqueológicos, históricas, ambientales y etnográficas.